# Antonino Trio
Antonino Trio (* 4. Juni 1993 in Milazzo) ist ein italienischer Leichtathlet, der sich auf den Weitsprung spezialisiert hat.

## Sportliche Laufbahn
Erste internationale Erfahrungen sammelte Antonino Trio im Jahr 2013, als er bei den U23-Europameisterschaften in Tampere im Dreisprung mit 15,38 m in der Qualifikation ausschied, wie auch zwei Jahre später bei den U23-Europameisterschaften in Tallinn mit 15,28 m. 2021 vertrat er sein Land bei den Halleneuropameisterschaften in Toruń, scheiterte dort aber im Weitsprung mit 7,55 m in der Vorrunde. 
2018 und 2021 wurde Trio italienischer Hallenmeister im Dreisprung.

## Persönliche Bestleistungen
- Weitsprung: 7,96 m (+0,5 m/s), 25. Juli 2020 in Palermo
  - Weitsprung (Halle): 7,94 m, 20. Februar 2021 in Ancona
- Dreisprung: 15,98 m (+1,2 m/s), 10. Mai 2014 in Palermo
  - Dreisprung (Halle): 15,86 m, 8. Februar 2015 in Ancona